# Mark Bluvshtein

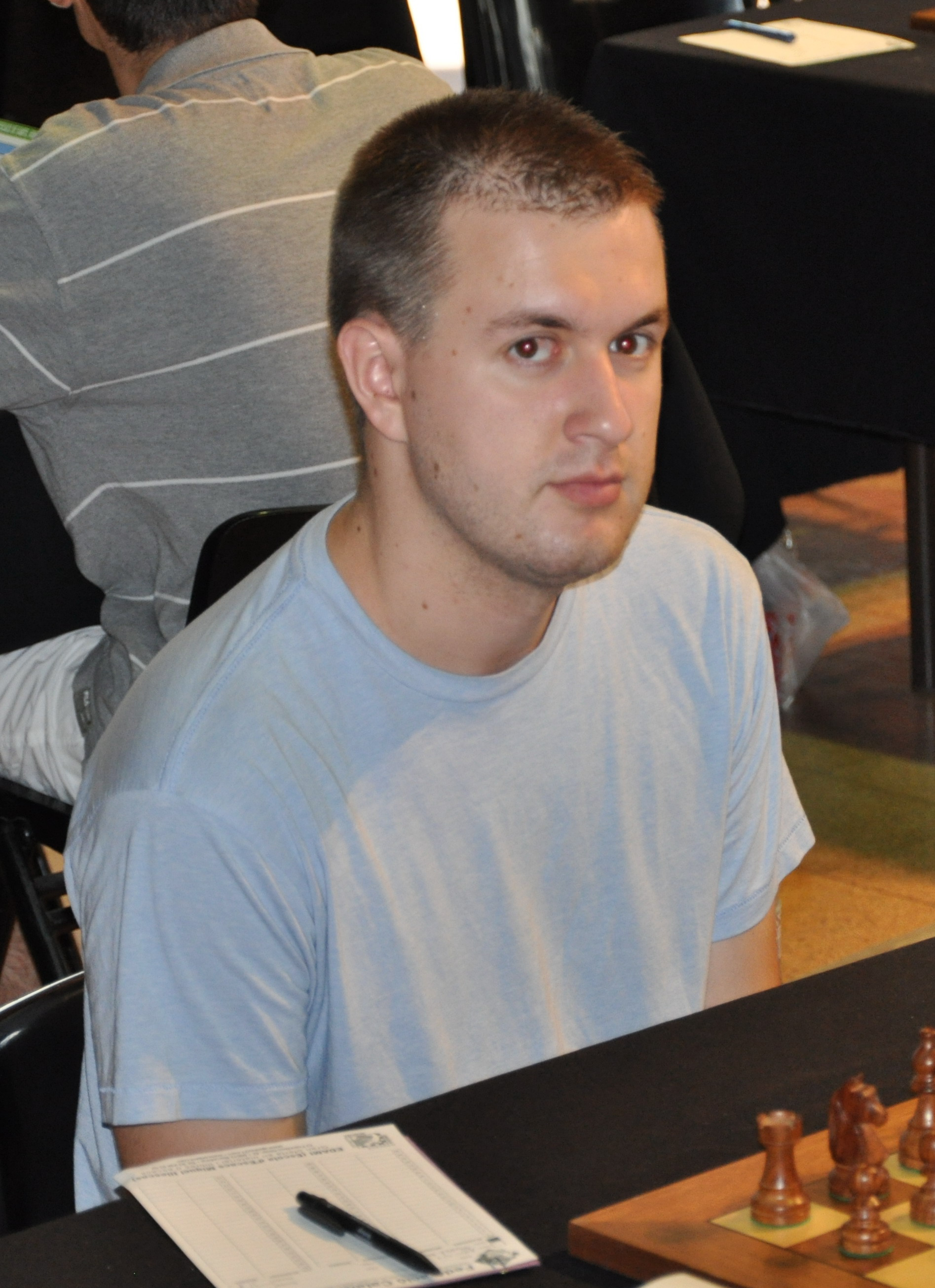
Mark Bluvshtein, Barcelona 2010

Mark Ilitsj Bluvshtein (Russisch: Марк Ильич Блювштейн) (Jaroslavl, 20 april 1988) is een Canadees schaker van Joods-Russische komaf. Hij is, sinds 2004, een grootmeester (GM); hij was, op 16-jarige leeftijd, de jongste grootmeester van Canada ooit. Op 13-jarige leeftijd (in 2001) was hij Internationaal Meester (IM) geworden.  

## Beginjaren
Mark's vader Ilia Bluvshtein schaakt zelf op hoog niveau. Hij leerde zijn zoon schaken en liet hem spelen met handicaps, een materiële achterstand. De Bluvshtein familie verhuisde van Rusland naar Israël toen Mark vijf jaar oud was. Zes jaar daarna verhuisden ze opnieuw, nu naar Toronto, Ontario, Canada, waar Mark naar de Newtonbrook Secondary School ging. Bluvshtein deed in 2006 eindexamen op Newtonbrook. 

## Schaakcarrière
Bluvshtein was in 1998 jeugdkampioen van Israël in de categorie tot 10 jaar, en 1999 idem in de categorie tot 12 jaar. 
Na aankomst in Canada, was hij op 11-jarige leeftijd na enkele maanden nationaal meester, de jongste Canadees die dit niveau behaalde. Hij had toen als trainer Yan Teplitsky, die zelf had gestudeerd aan de Russische school van Mark Dvoretsky voordat hij naar Canada vertrok. 
Bluvshteins eerste grote succes in Canada vond plaats in 2000, toen hij met 8 pt. uit 11 gedeeld 2e-3e werd in het gesloten kampioenschap van Toronto. Zijn eerste internationale toernooi was het Toronto Summer International Open 2000, waar hij 4,5 pt. uit 9 behaalde. Hij won met 5 pt. uit 6 het Toronto Thanksgiving Open 2000. In het Junior Canadian Championship 2001, in Montreal, werd hij tweede met 7 pt. uit 9. In 2001 won hij het Canadese "grade 7" kampioenschap, en in het Canadese jeugdkampioenschap, gehouden in Sackville (New Brunswick) werd hij met 6,5 pt. uit 7 eerste in de groep 'tot 14 jaar'. Op het Canadian Open in 2001, eveneens in  Sackville, eindigde Bluvshtein gedeeld 3e-7e, met 7,5 pt. uit 10. 

### Jongste Canadese Internationaal Meester
In 2001 werd Bluvshtein op 13-jarige leeftijd de jongste Internationaal Meester (IM) in de Canadese geschiedenis, door 6 pt. uit 9 te behalen op het Gesloten Canadese Schaakkampioenschap in Montreal, waarmee hij gedeeld 3e-4e werd. Hij won het 2001 Toronto Christmas Open met 4,5 pt. uit 5. 
In 2002 won hij het Canadese "grade 8" kampioenschap, en in het Canadese jeugdkampioenschap, werd hij kampioen met 8 pt. uit 8 in de groep 'tot 14 jaar'. Op het Canadian Open in 2002 in Montreal, werd hij gedeeld 4e-10e, met 7,5 uit 10. Bluvshteins eerste GM-toernooi (round-robin) was het Montreal International in 2002, waar hij gedeeld 10e-11e werd met 4 pt. uit 11; de winnaar was Jean-Marc Degraeve. Enkele weken later werd hij met 6 pt. uit 9 gedeeld 1e-4e in het 2e Chess'n Math Association Futurity in Toronto, gelijk eindigend met Yuri Shulman, Walter Arencibia en Dmitry Tyomkin. In het Toronto Labour Day Open in 2002, werd hij gedeeld winnaar met 5 pt. uit 6, met Goran Milicevic. 

### Jongste Canadese Grootmeester
In juni 2003 behaalde Bluvshtein met 6,5 pt. uit 9 zijn eerste GM-norm bij het round-robin toernooi in Balatonlelle (Hongarije). In 2003 behaalde hij 5 pt. uit 9 bij het Guelph International, en 3,5 pt. uit 11 bij het Montreal International toernooi.   
Bluvshtein veranderde van trainer, en liet zich met succes enige tijd trainen door GM Dmitry Tyomkin. Met financiële ondersteuning van zakenman Sid Belzberg, kon Bluvshtein worden getraind door de Israëlische GM Alexander Huzman.  
Bluvshtein behaalde in 2004 een GM-norm op het Open Canadese kampioenschap in Kapuskasing, waar hij 6,5 pt. uit 10 scoorde en acht van zijn tegenstanders grootmeester waren. Hij eindigde gedeeld 13e-26e en verloor slechts één partij. 
Een maand later behaalde hij zijn derde GM-norm op het Montreal International, waar hij vierde werd met 6,5 pt. uit 11. Bij het Zonal Canadese kampioenschap in Toronto werd hij derde met 6,5 pt. uit 9. Enkele maanden later, bracht Bluvshtein zijn rating boven de 2500, waarmee toen aan alle eisen voor de GM-titel voldaan was. Op 16-jarige leeftijd ontving hij de titel van FIDE, tijdens de 36e Schaakolympiade, gehouden in Calvià, waar hij nog een extra GM-norm behaalde. Chess'n Math beloonde hem met $7000 voor het behalen van de titel.
Bluvshtein won in 2005 het Canadese jeugdkampioenschap in de categorie 'tot 18 jaar' en eindigde in juli gedeeld eerste met 8 pt. uit 10 bij het Canadian Open in Edmonton, waarbij hij o.a. won van Alexei Shirov; na de tie-break werd Bluvshtein derde. In augustus 2005 won Victor Mikhalevski met 8 pt. uit 11 in Montreal het Empresa-toernooi; Bluvshtein werd met 5 punten achtste. 
In 2006 werd Bluvshtein gedeeld 2e-5e met 6,5 pt. uit 9 bij het Zonal Canadian Championship in Toronto; de winnaar was Igor Zugic. Bluvshtein werd in juni 2007 gedeeld eerste bij het First Saturday toernooi in Boedapest. Bij het Canadian Open van 2007 in Ottawa was hij ongeslagen en scoorde 7 pt. uit 10. In het toernooi in Montreal in 2007 versloeg hij voormalig wereldkampioen finalist Nigel Short. 
In juni 2008 won Bluvshtein met 10 pt. uit 13 het First Saturday toernooi in Boedapest. Op het Montreal International 2008 werd hij gedeeld tweede met Hikaru Nakamura en Varuzhan Akobian met de score 5,5 pt. uit 9; de winnaar was Yuri Shulman. Bij het Quebec Invitational in 2009, werd Bluvshtein 2e met 7 pt. uit 9, een half punt achter de winnaar Anton Kovalyov. Datzelfde jaar werd hij gedeeld eerste met 7,5 pt. uit 9 in het Canadian Open in Edmonton, voor Alexei Shirov en Michael Adams. Vervolgens werd Bluvshtein ongeslagen tweede op het Canadian Zonal met 6,5 uit 9. Op het Montreal International van 2009, behaalde hij 5,5 pt. uit 11, waarbij hij won van Alexander Onisjtsjoek en Aleksandr Mojsejenko.  
In 2010 studeerde Bluvshtein af aan de universiteit en hield zich een vol jaar professioneel bezig met schaken. Hij speelde in dat jaar in 13 toernooien en matches. Bluvshtein werd gedeeld 2e in Neurenberg met 5,5 uit 7. In de Schaakolympiade van 2010 speelde hij voor Canada aan het eerste bord, waarbij hij won van voormalig wereldkampioen Veselin Topalov. In 2010 werd hij in Groningen gedeeld eerste met 6,5 uit 9. In 2011 werd hij op het Pan-Amerikaans Schaakkampioenschap gedeeld eerste met 7,5 pt. uit 9, waarmee hij zich kwalificeerde voor de 2011 FIDE World Cup. Vervolgens werd hij met 6 pt. uit 9 gedeeld eerste in de hoofdgroep van het Capablanca Memorial toernooi in Havana (Cuba). In de World Cup 2011 werd Bluvshtein in ronde 1 uitgeschakeld door Alexander Riazantsev.
In 2004, 2005, 2008 en 2011 werd Bluvshtein uitgeroepen tot Canadees Schaker van het Jaar.

### Jongste Canadese deelnemer aan Olympiades
Bluvshtein werd op 14-jarige leeftijd geselecteerd voor het Canadese team dat deelnam aan de Schaakolympiade van 2002; hiermee evenaarde hij het record uit 1939, in handen van Daniel Yanofsky, voor de jongste Canadese mannelijke deelnemer aan Olympiades. Bluvshtein maakte ook deel uit van het Canadese team in 2004, 2006, 2008 en 2010, waarbij hij geleidelijk aan hogere borden ging spelen; zijn laatste twee Olympiades speelde hij aan het eerste bord. Zijn resultaten waren als volgt: 
- 2002, in Bled (Slovenië), eerste reserve: 8 pt. uit 11, +7 =2 -2[7]
- 2004, in Calvià (Spanje), 3e bord: 8,5 pt. uit 12, +7 =3 -2[8]
- 2006 in Turijn (Italië), 2e bord: 7,5 pt. uit 11, +5 =5 -1[9]
- 2008 in Dresden (Duitsland), eerste bord: 5 pt. uit 9, +4 =2 -3[10]
- 2010 in Chanty-Mansiejsk (Rusland), eerste bord: 6 pt. uit 11, +4 =4 -3[11]

In totaal behaalde hij tijdens de Olympiades de volgende resultaten: 54 partijen, 27 gewonnen, 16 remises, 11 verloren, met daarmee een gemiddelde score van 64,8%.

## Persoonlijk leven
In september 2011 trok Bluvshtein zich terug uit het schaken om andere carrièrepaden in te kunnen slaan. In 2010 was hij afgestudeerd aan de York University in Toronto, met als hoofdvak Wetenschap en Technologie. In 2016 ontving hij een MBA van de Rotman School of Management aan de Universiteit van Toronto. Per augustus 2017 werkte Mark Bluvshtein bij Wave in Toronto als manager Financiële Diensten. Later werd hij bij dit bedrijf Director Business Operations.